# سرگئی کالینین (ورزشکار)
سرگئی کالینین (روسی: Сергей Алексеевич Калинин؛ زادهٔ ۲۳ دسامبر ۱۹۲۶) تیرانداز اهل روسیه بود.
وی در مسابقات کشوری و بین‌المللی در مجموع برندهٔ ۲ مدال طلا، ۱ مدال برنز شده‌است.